# Oh Child
Oh Child (englisch für „Oh Kind“) ist ein Lied des deutschen DJs Robin Schulz, aus seinem dritten Studioalbum Uncovered im Jahr 2017. Größere Bekanntheit erlangte das Stück 2018, als es in einer Neuauflage mit der kolumbianischen Latin-Pop-Band Piso 21 als Single veröffentlicht wurde.

## Entstehung und Artwork
Geschrieben wurde das Lied im Original gemeinsam von Richard Boardman, Pablo Bowman, Daniel Boyle, dem Produzententeam Junkx (bestehend aus: Dennis Bierbrodt, Stefan Dabruck, Jürgen Dohr und Guido Kramer) und Robin Schulz. Bei der Neuauflage wirken zudem die Piso-21-Mitglieder (Pablo Mejía Bermúdez, Juan David Castaño, Juan David Huertas Clavijo, David Escobar Gallego) sowie Alejandro Patiño als Autoren mit. Die Produktion, Programmierung sowie das Einspielen der Instrumente (Flöte, Gitarre, Keyboard und Synthesizer) erfolgte durch Boyle, dem deutschen Produzententeam Junkx, Schulz und dem britischen Produzententeam The Six (bestehend aus: Sarah Blanchard, Richard Boardman, Pablo Bowman, Danny Casio and Cleo Tighe). Junkx zeichneten sich darüber hinaus ebenfalls für die Abmischung und das Engineering zuständig. Oh Child wurde unter dem Musiklabel Tonspiel veröffentlicht, durch Matter Music, Rosz Music Edition und Universal Music Publishing verlegt sowie durch Atlantic Records und Warner Music vertrieben.
Auf dem schwarz-weißen Cover der Single ist – neben Künstlernamen und Liedtitel – ein Porträt von Piso 21 und Schulz zu sehen. Schulz sitzt dabei in erste Reihe, hinter ihm stehen die vier Mitglieder von Piso 21.

## Veröffentlichung und Promotion
Die Erstveröffentlichung von Oh Child erfolgte im Zuge der Veröffentlichung von Schulz’ drittem Studioalbum Uncovered am 29. September 2017. Offiziell handelte es sich bei der Albumversion um eine Soloveröffentlichung von Schulz, ohne offiziellen Gastsänger. Tatsächlich wurde das Stück von Benjamin Harrison eingesungen. Die Erstveröffentlichung als Single erfolgte am 22. Juni 2018 als Einzeldownload. Hierbei erhielt Schulz Unterstützung von der kolumbianischen Latin-Pop-Band Piso 21. Am 13. Juli 2018 erschien eine Remix-EP mit sechs Remixen zu Oh Child. Die EP enthält unter anderem ein Remix des namhaften deutschen DJs Tocadisco.
Warner Music bewarb die Single auf ihrer eigenen Homepage als „Track of the Week“. Im deutschsprachigen Raum verwendete die ProSiebenSat.1 Media das Stück in einem Werbespot um die Zeichentrickserie Die Simpsons zu bewerben. Damit war das Lied im Juli 2018 in diversen Werbeunterbrechungen des Medienunternehmens zu hören.
Remixversionen
- Oh Child (Ashworth Remix)
- Oh Child (LOVRA Remix)
- Oh Child (Me & My Monkey Remix)
- Oh Child (Mushroom People Remix)
- Oh Child (Nervo & Aligee Remix)
- Oh Child (Tocadisco Remix)

## Inhalt
Der Liedtext zur Albumversion von Oh Child ist in englischer Sprache, der zur Singleversion in Englisch sowie Spanisch verfasst und bedeutet ins Deutsche übersetzt so viel wie „Oh Kind“. Die Musik und der Text wurden im Original von Richard Boardman, Pablo Bowman, Daniel Boyle, dem Produzententeam Junkx und Robin Schulz geschrieben beziehungsweise komponiert. Bei der Neuauflage wirken zudem die Piso-21-Mitglieder und Alejandro Patiño als Autoren mit. Musikalisch bewegt sich das Lied im Bereich des House, Latin Pop und Reggaeton. Das Tempo beträgt 97 Schläge pro Minute. Inhaltlich gibt Oh Child Ratschläge für ein gutes Leben mit: Tu was du liebst und triff deine Entscheidungen sorgfältig, würdige Freundschaften und liebe leidenschaftlich – und für den Fall, dass man stürzen sollte, solle man sich den Staub abklopfen und weitermachen.
Die Albumversion zu Oh Child beginnt mit der ersten Strophe, auf die eine Bridge und danach der Refrain folgt. Der gleiche Vorgang wiederholt sich mit der zweiten Strophe. Nach dem zweiten Refrain folgt die dritte Strophe, auf die im Anschluss ein letzter Refrain folgt. Die Singleversion gleicht sich vom Aufbau her bis zur zweiten Strophe. Hierbei folgt direkt der Refrain ohne Bridge auf die Strophe. Stattdessen erfolgt die Bridge zwischen der dritten Strophe und dem letzten Refrain. Die zweite Strophe wurde komplett ins Spanische übertragen, des Weiteren sind weitere Zeilen ins Spanische übertragen worden. Die Strophen sowie die Bridge werden von Piso 21 gesungen, der Refrain weiterhin von Benjamin Harrison. In beiden Versionen ist im Hintergrund die Stimme von Adam Harrison zu hören.
| “Oh child, oh child … no, no, don’t you worry. Oh child, oh child … I know you’ll be okay. Oh child, oh child … no, you won’t get this life again. Oh child, oh child … no, you won’t get this life again.” – Refrain, Originalauszug | „Oh Kind, oh Kind … nein, nein, sei nicht besorgt. Oh Kind, oh Kind … ich weiß, dass es dir gut gehen wird. Oh Kind, oh Kind … nein, du wirst dieses Leben nicht wieder bekommen. Oh Kind, oh Kind … nein, du wirst dieses Leben nicht wieder bekommen.“ – Refrain, Übersetzung |

## Musikvideo
Das Musikvideo zu Oh Child wurde am 8. Juni 2018 in Mexiko-Stadt (Mexiko) gedreht und feierte am 22. Juni 2018 auf YouTube seine Premiere. Zu sehen sind die Feierlichkeiten zum achten Geburtstag des kleinen Ricardo, wobei dieser durchgängig im Bild zu sehen ist. Zwischendurch taucht immer wieder Schulz an verschiedenen Plätzen auf, unter anderem fungiert er als DJ während der stattfindenden Gartenparty. Während der Gartenparty sind ebenfalls die Mitglieder von Piso 21 zu sehen. Regie führte wie schon bei OK erneut Liza Minou Morberg. Bis heute zählt das Musikvideo über vier Millionen Aufrufe bei YouTube (Stand: Juli 2018).

## Mitwirkende
Liedproduktion
- Pablo Mejía Bermúdez – Gesang (2018), Komponist (2018), Liedtexter (2018)
- Sarah Blanchard – Keyboard, Musikproduzent, Programmierung
- Richard Boardman – Keyboard, Komponist, Liedtexter, Musikproduzent, Programmierung
- Pablo Bowman – Flöte, Gitarre, Keyboard, Komponist, Liedtexter, Musikproduzent, Programmierung
- Daniel Boyle – Keyboard, Komponist, Liedtexter, Musikproduzent, Programmierung, Synthesizer
- Danny Casio – Keyboard, Musikproduzent, Programmierung
- Juan David Castaño – Gesang (2018), Komponist (2018), Liedtexter (2018)
- David Escobar Gallego – Gesang (2018), Komponist (2018), Liedtexter (2018)
- Adam Harrison – Hintergrundgesang
- Benjamin Harrison – Gesang
- Juan David Huertas Clavijo – Komponist (2018), Liedtexter (2018)
- Junkx – Abmischung, Keyboard, Komponist, Liedtexter, Musikproduzent, Programmierung, Toningenieur
- Alejandro Patiño – Komponist (2018), Liedtexter (2018)
- Robin Schulz – Keyboard, Komponist, Liedtexter, Musikproduzent, Programmierung
- Cleo Tighe – Keyboard, Musikproduzent, Programmierung

Musikvideo
- Jorge Carillo – Casting
- Stephanie Fèlix – Koordination
- Eduardo Flores – Kameramann, Koproduzent
- Carlos Gambea – Grafiker
- Bobby Good – Filmeditor
- Nico Hauter – Farbkorrektur
- Joselo Hernández – Filmproduzent
- Frank Hoffmann – Ausführender Produzent
- Edgar Hurtado – Steadicam
- Samuel Irala – Choreograf
- Massuda Kassem – Ausführender Produzent
- Joaquin Medina – Oberbeleuchter
- Arri Mitte – Farbkorrektur
- Liza Minou Morberg – Regisseur
- Hugo Ortiz – Kameraassistent, Regieassistent
- Arturo Peña – Produktionsassistenz
- Jorge Ramírez – Friseur, Visagist
- Enrique Rubio – Drone
- Jesús Tscareno – Regieassistent
- Tabatha Vizuet – Koproduzent
- Ricardo Zertuche – Hauptfigur

Unternehmen
- Atlantic Records – Vertrieb
- Matter Music – Musikverlag
- Mutter & Vater – Filmproduzent
- Rosz Music Edition – Musikverlag
- Tonspiel – Musiklabel
- Universal Music Publishing – Musikverlag
- Warner Music – Vertrieb

## Kommerzieller Erfolg

### Chartplatzierungen
Oh Child erreichte in Deutschland Position 19 der Singlecharts und konnte sich insgesamt 19 Wochen in den Charts platzieren. In den deutschen Airplaycharts erreichte die Single für eine Woche die Spitzenposition. In den deutschen Dancecharts erreichte die Single Position sieben und hielt sich insgesamt 21 Wochen in den Charts. Darüber hinaus platzierte sich Oh Child mehrere Tage in den Tagesauswertungen der deutschen iTunes-Charts und erreichte am 23. Juni 2018 mit Position 39 seine höchste Notierung. In Österreich erreichte die Single in 17 Chartwochen Position 20 und in der Schweizer Hitparade in sechs Chartwochen Position 84. 2018 platziere sich die Single auf Position 96 der deutschen Single-Jahrescharts.
Für Schulz als Interpret ist dies der 14. Charterfolg in Deutschland sowie jeweils der 13. in Österreich und der Schweiz. Als Produzent ist es sein zwölfter Charterfolg in Deutschland sowie jeweils sein elfter in Österreich und der Schweiz. In seiner Autorentätigkeit erreichte Schulz mit Oh Child zum elften Mal die deutschen Singlecharts sowie jeweils zum zehnten Mal die Singlecharts in Österreich und der Schweiz. Piso 21 erreichte mit Oh Child erstmals die Charts in allen drei Ländern.
Boardman erreichte mit Oh Child zum jeweils sechsten Mal die Charts in Deutschland, Österreich und der Schweiz als Autor, sowie in allen drei Ländern erstmals die Charts als Produzent. Für das Produzententeam Junkx ist dies in ihrer Autorentätigkeit der 13. Charterfolg in Deutschland sowie der neunte in Österreich und der achte in der Schweiz. Als Produzent erreichten sie zum 13. Mal die deutschen Singlecharts sowie zum zehnten Mal die Charts in Österreich und zum neunten Mal die Schweizer Hitparade. Bowman erreichte mit Oh Child zum jeweils vierten Mal die Charts in Deutschland, Österreich und der Schweiz als Autor, sowie in allen drei Ländren erstmals die Charts als Produzent. Boyle erreichte hiermit nach All Falls Down (Alan Walker feat. Noah Cyrus & Digital Farm Animals) zum jeweils zweiten Mal die Charts in Deutschland, Österreich und der Schweiz als Autor, sowie in allen drei Ländetn erstmals die Charts als Produzent. Für Patiño ist Oh Child nach Ginza (J Balvin) der zweite Charterfolg in seiner Autorentätigkeit in der Schweiz sowie jeweils sein erster in Deutschland und Österreich. Blanchard, Casio und Tighe erreichten nach einigen Erfolgen in ihrer Autorentätigkeit erstmals die Charts in Deutschland, Österreich und der Schweiz als Produzenten.
| ChartsChartplatzierungen | Höchstplatzierung | Wochen |
| ------------------------ | ----------------- | ------ |
| Deutschland (GfK)        | 19 (19 Wo.)       | 19     |
| Österreich (Ö3)          | 20 (17 Wo.)       | 17     |
| Schweiz (IFPI)           | 84 (6 Wo.)        | 6      |

| ChartsJahrescharts (2018) | Platzierung |
| ------------------------- | ----------- |
| Deutschland (GfK)         | 96          |

### Auszeichnungen für Musikverkäufe
Im Januar 2019 wurde Oh Child in Österreich und im März 2019 in Deutschland jeweils mit einer Goldenen Schallplatte ausgezeichnet. Damit ist es für Schulz die zehnte Single in Folge, die mindestens Gold-Status in Deutschland erreichte. Insgesamt ist es die 12. Single von Schulz, die in seiner Heimat zertifiziert wurde. Im Mai 2021 folgte die Verleihung einer Goldenen Schallplatte in Kanada. Oh Child erhielt weltweit für 255.000 verkaufte Einheiten drei Mal Gold.
| Land/Region        | Auszeichnungen für Musikverkäufe (Land/Region, Auszeichnung, Verkäufe) | Verkäufe |
| ------------------ | ---------------------------------------------------------------------- | -------- |
| Deutschland (BVMI) | Gold                                                                   | 200.000  |
| Kanada (MC)        | Gold                                                                   | 40.000   |
| Österreich (IFPI)  | Gold                                                                   | 15.000   |
| Insgesamt          | 3× Gold ·                                                              | 255.000  |